# Blois
Blois (pronunciación en francés: /blwa/ (escucharⓘ)) es una ciudad francesa, la capital del departamento de Loir y Cher, en la región del Centro-Valle del Loira, situada en las orillas del río Loira entre las ciudades de Orleans y Tours. El término municipal de Blois cuenta con una población de 47 854 habitantes (INSEE 2007). El castillo de Blois es un palacio renacentista construido por el rey Luis XII. Al sur de la ciudad se encuentra el bosque de Russy, un recuerdo de los antiguos bosques que en una época cubrían la zona.

## Historia

### Prehistoria y protohistoria
Desde principios de 2010, las excavaciones arqueológicas realizadas por el Instituto francés de investigación arqueológica preventiva (INRAP) han demostrado que cazadores-recolectores ya se establecieron en Blois-Viena desde 6.000 a. C. (i.e.: a orilla izquierda del río Loira, hace 8.000 años). Se han encontrado redes, lo que indica que estas comunidades podían pescar además de dedicarse a la agricultura y la ganadería.

### Antigüedad

#### DelsigloVa.C.alId.C.: Blois bajo los galos
Otras excavaciones han demostrado la presencia de galos, de la tribu de los carnutes, ya en el siglo IV a. C., también en Viena. Otros pueblos parecen haber existido incluso antes de que llegasen los romanos, como Camboritu (en galo: "vado del meandro").

#### DelsigloId.C.alV: Blois bajo los romanos

Blois en el camino de Tours hacia Santiago de Compostela.

Como el resto de Galia, los romanos conquistaron el pagus blesensi en el siglo I a. C., y desde entonces quedó adscrito administrativamente al oppidum de Autricum (actual Chartres), dentro de la provincia de Galia Lugdunensis IV. La invasión de los romanos hacia el año 52 a. C. supuso el inicio de la administración y de los registros escritos, aunque escasos, en contraste con la tradición oral de los galos.
En aquella época, el pagus se limitaba a los alrededores de Blesum, rodeado de numerosos obstáculos naturales: el bosque de Blemars al oeste, la Sylva longa al este y la Secalonia al sur, sin olvidar el río Liger que lo atraviesa. Blesum era, pues, una pequeña ciudad que se desarrollaba en torno a una fortaleza construida por los romanos, el Castrum Blesense, en la cima del peñón del castillo actual. La ciudad, unida al país de los Carnutes por la llanura de Belsa a través de la Via Iulius Cæsaris (entre Autricum y Blesum), se encontraba entonces en la encrucijada de la Via Turonensis (que unía Lutecia con Burdigala y Assegonia a lo largo del río Liger), la Via Festi (entre Blesum y Avaricum) y la ruta Blois-Luynes a través de Secalonia (entre Blesum y Malliagense). Irónicamente, en Blesum, a orilla izquierda del río Liger, se formó una comunidad no adherida al Imperio.
En Blesum habrían tenido su sede dos templos romanos: uno dedicado a Júpiter, en el emplazamiento de la abadía de Burgo Mediano, y un segundo dedicado a Mercurio, cerca del actual liceo Augustin-Thierry.

#### SigloV: Blois bajo los bretones
En el año 410, el caudillo bretón Ivomadus conquistó los pagi de Blois y Chartres derrotando al cónsul en ejercicio, un tal Odo probablemente de origen germánico. Creó entonces un Estado independiente, el Reino de Blois dentro del Imperio que gobernaba un Flavio Honorio ya debilitado por las repetidas incursiones de vikingos. Esta entidad, mal conocida por los historiadores, pareció mantenerse independiente durante casi un siglo, resistiendo la invasión del Reino visigodo de Tolosa pero finalmente la conquistó el rey franco Clodoveo entre 481 y 491 o en el 497.

### Eded Media

#### SiglosVIalX: Blois bajo los francos
Se creó así un primer condado franco, del que los historiadores contemporáneos han conservado muy pocos vestigios.
Las huellas más notables se remontan al siglo IX, con la creación en el 832 del título de conde de Blois por el rey Ludovico Pío, hijo de Carlomagno, en favor de Guillermo de Orleans, apodado el Condestable. Por falta de descendencia, el condado pasó a manos de los personajes más importantes de la época, entre ellos Roberto el Fuerte, los reyes Roberto I y Eudes, hasta Hugo el Grande.

#### SiglosXalXIII: Blois bajo los tibaldianos
El condado de Blois no se distinguió antes del siglo siguiente, cuando el vizconde Teobaldo se declaró conde independiente de su soberano, al advenimiento de un Hugo Capeto aún joven, en el año 958. A partir de entonces, el nuevo conde fue apodado Teobaldo el Tramposo.
Sus descendientes, los "Tibaldianos", siguieron siendo los feudos de la ciudad hasta la incorporación del condado de Blois al dominio real en 1397. La Casa de Blois logró entretanto elevar a algunos de sus miembros o descendientes a los estratos más altos de la nobleza europea, en particular accediendo a los tronos de Francia, Inglaterra, España y Portugal. Así, Blois fue en la Edad Media sede de un poderoso condado cuya dinastía poseía también Champaña antes de ascender al trono de Navarra.
En aquella época, el ámbito religioso era importante. En el siglo XI, destacaban cinco parroquias:
- en el centro, la abadía de Nuestra Señora de Burgo Mediano (en francés: abbaye Notre-Dame de Bourg-Moyen), hoy desaparecida,[22]
- al este, la iglesia románica de San Solene,[23]
- al oeste, en el emplazamiento de la actual iglesia de San Nicolás, la iglesia abacial de San Lomer, también románica,[23]
- al norte, la parroquia de San Honoré y su iglesia existían en 1154. La iglesia fue vendida en 1792 y destruida. Actualmente es la plaza San Honoré ("place Saint-Honoré"),[23]
- al sur del río Loira, la iglesia de San Saturnino ocupa el emplazamiento de la antigua iglesia románica. Esta parroquia de la orilla izquierda fue, sin embargo, una parte independiente de Blois hasta 1606.

De estas iglesias románicas, sólo quedan algunos restos de San Solenne (actual catedral de San Luis).
Al mismo tiempo, florecieron monasterios, como el de San Lomer, cuya iglesia se menciona más arriba, y la abadía de Burgo Mediano, de la que no queda nada (aparte del odónimo "rue du Bourg Moyen"). Estas dos fundaciones monásticas albergaban reliquias y atraían así a los peregrinos.
La Casa de Châtillon tomó el relevo durante más de un siglo, continuó la labor religiosa. En particular, bajo el conde Juan I mandó construir por el 1238 al pie del castillo, la iglesia de San Martín de los Coles, que fue destruida durante la Revolución francesa. Juan I favoreció también la llegada de las órdenes mendicantes. Fundó en 1233 el convento de los convento de los Cordeliers situado en la actual rue de los Cordeliers y en 1273 el convento de los Jacobinos donde se encuentra el Museo de Historia Natural.
También fue a partir de la segunda mitad del siglo XIII cuando la ciudad se rodeó de murallas. La muralla de Blois fue irregular y eficaz durante tres siglos, hasta finales del siglo XVI. Hoy sólo quedan algunas torres (como las de Foix y Cordeliers) y nombres de calles (con la "rue Porte Côté", la "rue Porte Bastille" y la "rue Porte Chartraine").

#### SiglosXIVyXV: Blois en plena guerra de lo Cien Años
La rivalidad entre los condes de Blois y Anjou, iniciada a finales del siglo X, sería determinante durante la Guerra de los Cien Años. Entre 1356 y 1380, la ciudad fue cercada por los ingleses, cuyo rey Eduardo III descendía de los condes de Anjou, y los castillos de Bury y Fougères-sur-Bièvre ocupados.
En 1391, el condado de Blois fue vendido por la Casa de Châtillon, cargada de deudas y sin descendencia directa, a su primo hermano, el duque Luis de Valois, hijo menor del rey Carlos V el Sabio. Blois pasó así a formar parte de la familia real.

### Renacimiento y era moderna

#### A inicios del sigloXVI: Blois, capital del Renacimiento francés

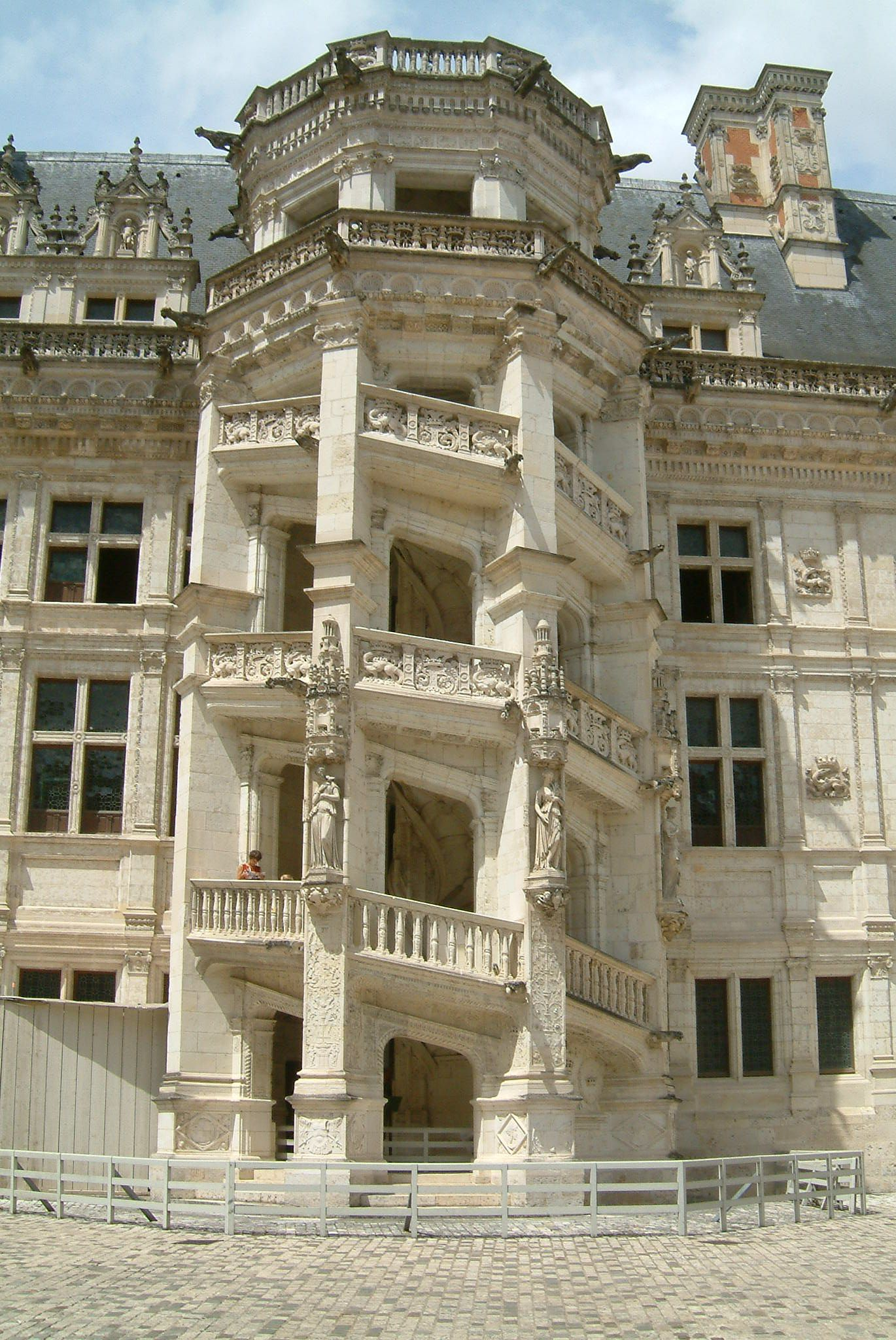
Castillo de Blois. La escalera es una obra representativa del Renacimiento.

En 1498, el rey Carlos VIII falleció en la ciudad cercana de Amboise. El duque Luis II de Valois, nieto de Luis de Valois, que vivía entonces en Blois, se trasladó a Amboise y fue coronado rey con el nombre de Luis XII. El rey de Blois decidió establecer su corte en su ciudad natal. Durante su reinado, la ciudad experimentó una transformación duradera. El desarrollo del castillo tuvo lugar en pleno Renacimiento, y se construyeron decenas de mansiones privadas para los grandes hombres de la corte. Uno de los más ambiciosos es quizás el Hotel de Alluye (en la "rue Saint-Honoré"), fiel reproducción de un palacio italiano, construido para Florimond Robertet, ministro muy importante de los reyes Carlos VIII, Luis XII y luego Francisco I.
En 1526, Francisco I expresó su deseo de regresar a París. En 1539, el traslado de los muebles y tapices del castillo de Blois confirma esta decisión. Sin embargo, en la época de las Guerras de Religión, Catalina de Médici y sus hijos se refugiaron allí en un intento de restaurar el debilitado poder real.

#### A finales del sigloXVI-inicios delXVII: Blois en plena guerra de Religión
Los Estados Generales se reunieron durante el invierno 1588-1589 en Blois, donde el rey Enrique III se había refugiado tras el Día de las Barricadas (1588). El 23 de diciembre de 1588, Enrique III hizo asesinar al duque de Guisa en su castillo de Blois. Al día siguiente, su hermano, el cardenal de Guisa, corrió la misma suerte. A estos asesinatos pronto siguió la muerte de la reina madre Catalina de Médici, que también se dio en Blois, de pleuresía.
Tras la marcha de los reyes a París, Blois perdió su carácter de residencia real, con la pompa y la actividad económica que acompañaban a la Corte. Enrique IV trasladó la rica biblioteca de Blois a Fontainebleau.
Tras haber servido de residencia real, Blois se convirtió en lugar de exilio para los miembros indeseables de la familia real. En 1617, Luis XIII decide ejercer el poder real y exilia a Blois a su madre, María de Médici. En el ámbito religioso, la Contrarreforma instaló en Blois en 1622 a la orden de los Jesuitas, que construyeron la capilla de San Luis, actual iglesia de San Vicente de Paúl.

#### A mediados delsigloXVII: Blois, ciudad de artistas y artesanos

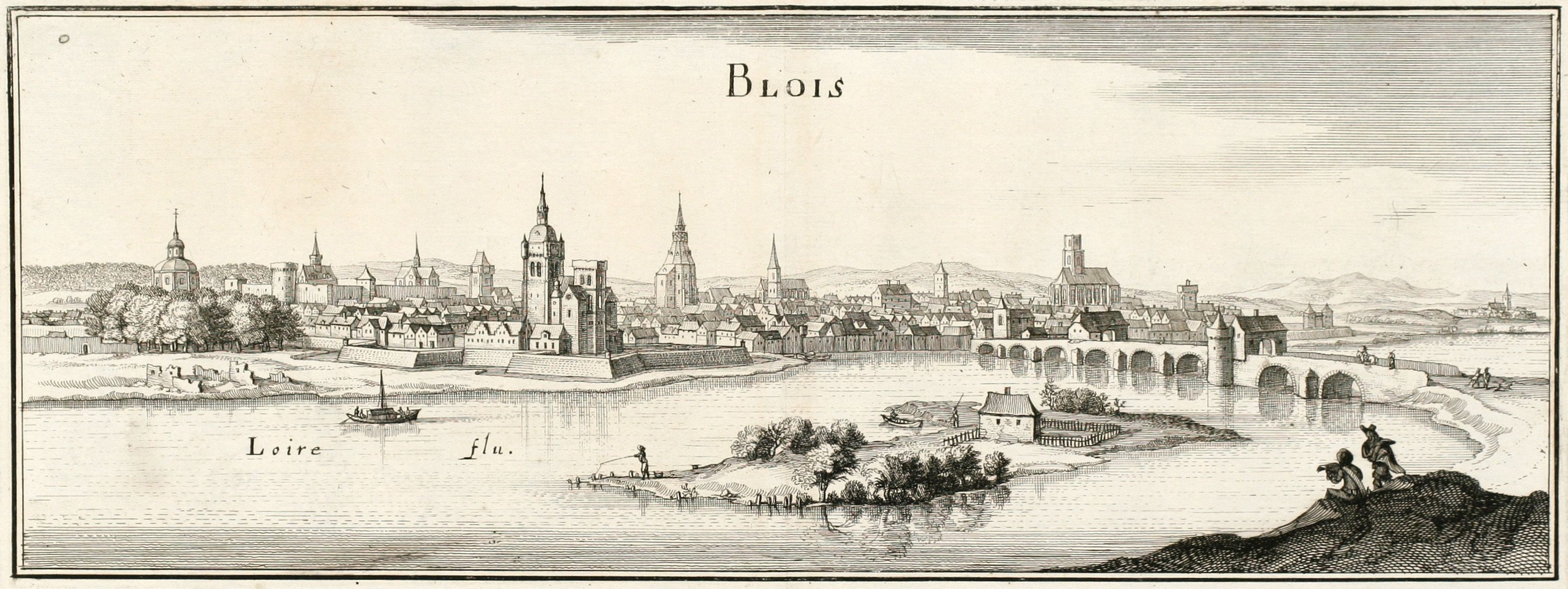
Vista de la ciudad de Blois en 1657.

Más tarde, en 1634, Luis XIII exilió a Blois a su hermano Gastón de Orleans, que se vinculó a la ciudad. En 1657, fundó el Hospital General u "Hospicio de Viena", que a lo largo del siglo XIX adquirió su forma actual, el hotel-restaurante Fleur de Loire. También financió en parte la reconstrucción del Hôtel-Dieu y permaneció en Blois hasta su muerte.
Mientras tanto, Blois se hizo famosa por los numerosos artesanos, especialmente relojeros y orfebres, que trabajaban allí.

#### Blois bajo el Antigo Régimen
Tras la muerte de Gastón de Orleans en 1660, el castillo de Blois, despojado por Luis XIV, quedó abandonado hasta el punto de que Luis XVI se planteó destruirlo en 1788. Fue salvado por la instalación dentro de sus muros del regimiento Royal-Comtois.
Fue bajo el reinado de Luis XIV cuando Blois se convirtió en diócesis. David-Nicolas de Bertier, primer obispo de Blois, eligió como futura catedral la iglesia de San Solene, que había sido destruida por una tormenta y acababa de ser reconstruida gracias a la intervención de Marie Charron, procedente de Blois y esposa de Jean-Baptiste Colbert. Cerca de la catedral, terminada en 1700, el nuevo obispo instaló un palacio episcopal, cuyo arquitecto fue Jacques Gabriel, en una ladera que domina el río Loira. El desarrollo de los jardines en terrazas comenzó después del 1703 y duró casi cincuenta años. Los jardines se abrieron al público en 1791 bajo la égida del abate Henri Grégoire, obispo constitucional de Blois.
El día 10 de diciembre de 1700, atravesaron Viena luego Blois tres nietos del rey Luis XIV de Francia, a saber, los príncipes Luis, Carlos y Felipe. Este último estaba marchando hacia Madrid para recibir la Corona Española con el nombre de Felipe V de España después de que falleció el rey Carlos II de la Casa de Austria.
En la noche del 6 al 7 de febrero de 1716, el puente medieval se derrumbó bajo la presión de una crecida del río. La construcción de un nuevo edificio fue ordenada el verano siguiente por el duque Felipe II de Orleans a su tío Luis XIV. Las obras corrieron a cargo del arquitecto de la corte, Jacques Gabriel. El puente que desde entonces lleva su nombre se inauguró en 1724.
En 1790 se desmantela la provincia de Orleans y se crea el departamento de Loir y Cher, con Blois como capital.
El historiador Louis de La Saussaye cuenta que los plátanos del actual "mail Pierre Clouseaux" se plantaron en esta época, en 1797, para sustituir a los olmos talados en 1793.
En 1814 Blois fue el lugar elegido por María Luisa de Austria, esposa de Napoléon I, como sede para ejercer su regencia.
La población de Blois tiene un antiguo origen. Aparece mencionada por primera vez en el siglo VI por Gregorio de Tours pero no adquirió importancia hasta el siglo IX cuando se convirtió en sede del condado de Blois. En 1196 el conde Luis otorgó privilegios a los vasallos locales fundando una población que sobrevivió sin grandes variaciones a lo largo de la Edad Media. La parte más antigua del palacio fue construida en el siglo XIII. En 1429 Juana de Arco hizo de Blois su base de operaciones para la batalla de Orleans. Carlos de Valois, duque de Orleans, hizo de Blois su residencia tras su liberación del cautiverio que le impusieron los ingleses. En el palacio le nació, en 1462, el hijo que llegaría a ser rey de Francia, con el nombre de Luis XII. El tratado de Blois, que puso fin a las guerras con Italia, se firmó en dicho palacio en 1504-1505. A finales del siglo XVI, Blois fue a menudo sede de la corte francesa. 

En 1512 se firmó en esta ciudad otro tratado por el cual la monarquía francesa se comprometía a intentar la reconquista del Reino de Navarra si este caía en manos castellanas. Entre la población de la ciudad había numerosos calvinistas y fue escenario de un conflicto religioso entre estos y la Iglesia católica entre 1562 y 1567. Desde 1576 a 1588 el rey Enrique III de Francia eligió Blois como sede de los Estados Generales. En 1588 ordenó los asesinatos del duque de Guisa, Enrique, y de su hermano Luis, arzobispo de Reims y cardenal, que fueron ejecutados en el propio palacio el 23 y el 24 de diciembre de dicho año. 

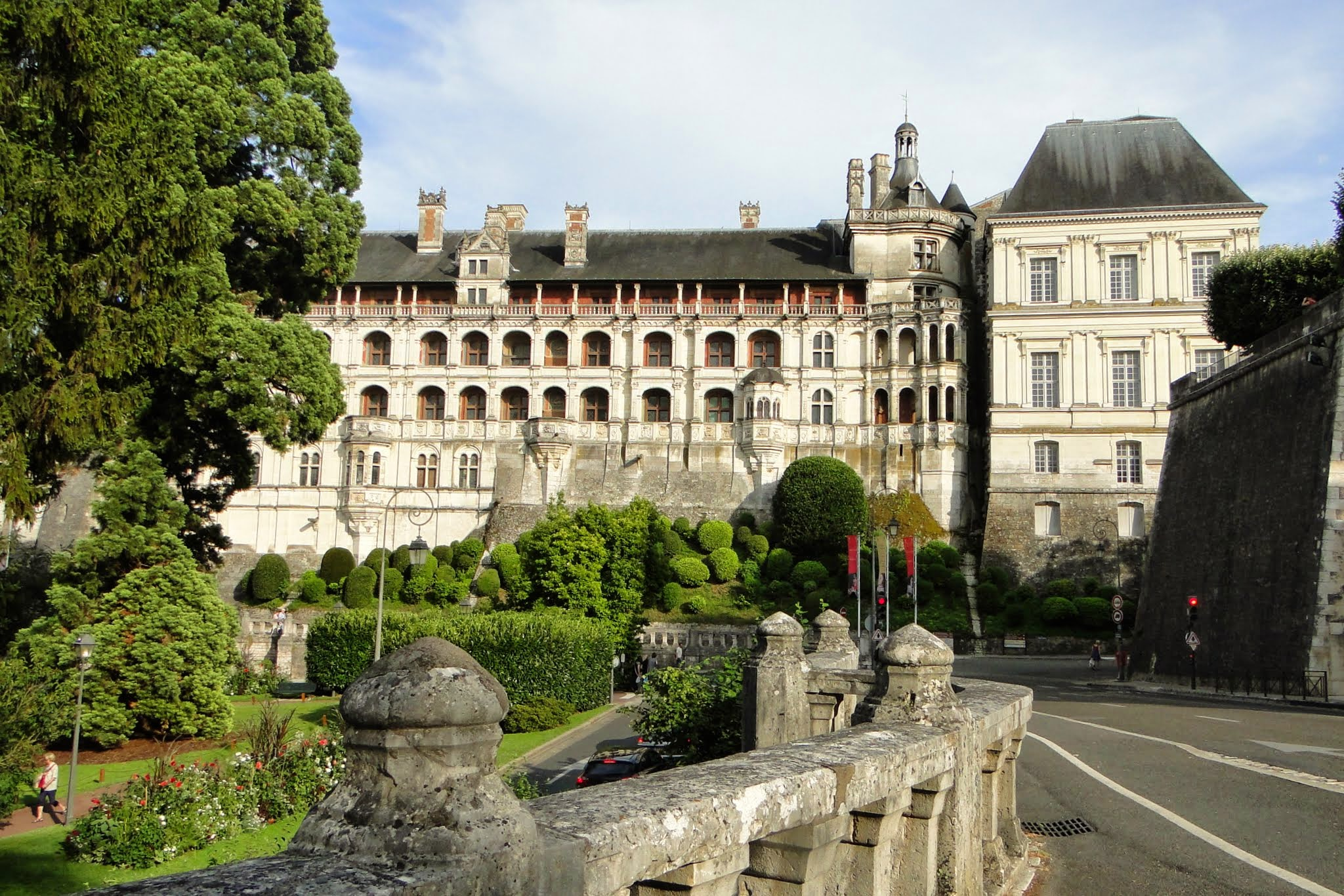
Castillo de Blois (fachada oeste)

### Era moderna

#### SigloXIX: Blois durante la Revolución industrial
El siglo XIX fue una época de modernidad para la ciudad de Blois. En primer lugar, el ferrocarril llegó a la meseta en 1846 con la apertura de la línea París-Orléans-Tours, de la que la estación de Blois es una de las paradas.
Fue también la época del urbanismo gracias a las obras realizadas entre 1850 y 1870 bajo los sucesivos mandatos del alcalde Eugène Riffault, amigo del barón Haussmann de París. Unió la ciudad alta moderna con la prefectura, el palacio de justicia, el mercado de cereales (llamado la "Halles aux grains") y la ciudad baja medieval mediante un bulevar que lleva su nombre. También unió la parte alta de la estación y la fábrica Poulain, y la parte baja de los muelles del río Loira por el bulevar del Este, actual bulevar Daniel Dupuis.
También abrió una gran calle en el eje del puente Jacques-Gabriel, prolongada por una escalera monumental, la "rue Denis Papin", que también une con su escalera las ciudades alta y baja. Se emprendieron obras de restauración en el castillo. También se reforzaron y construyeron diques para proteger la ciudad de las crecidas del río Loira.
Mientras tanto, la ciudad baja tuvo que hacer frente a las tres crecidas más importantes del río, primero en 1846, en 1856 (la peor hasta la fecha) y en 1866. Se inundaron el centro de la ciudad y los barrios de San Juan y Viena, así como el azud de la Bouillie. Desde la Revolución de 1789, una sección del nivel del agua grabada en una pared del dique, al borde del puente, traza las mayores inundaciones.
Fue también la época de la industrialización con la instalación en 1862 por Victor-Auguste Poulain de su fábrica de chocolate, estratégicamente situada cerca de la estación de ferrocarril.
Por último, el siglo XIX marca el fin de la navegación comercial en el río Loira, bien desarrollada hasta entonces, sobre todo en La Creusille, que se ve sometida a una competencia demasiado feroz por parte del ferrocarril.

#### Fines delXIX-inicios delXX: Blois bajo las guerras repetitivas
El 28 de enero de 1871 tuvo lugar la batalla del barrio de Viena: el teniente Georges de Villebois-Mareuil liberó la ciudad ocupada por los prusianos desde el 13 de diciembre de 1870. Un monumento conmemorativo situado en la avenida Wilson, a inicios del dique de las Acacias, recuerda el asalto al barrio de Viena por los generales Pourcet y Chabron. Lleva una placa de bronce grabada por Oscar Roty con la inscripción "Patria non immemor" (La patria no olvida). Dos odónimos locales (rue e impasse du 28-Janvier) también recuerdan este acontecimiento.
Entre 1910 y 1933, la ciudad de Blois se dotó de una red de 5 líneas de tranvía que completaron generosamente las redes departamentales ya existentes: la TLC y la TELC.
Entre 1932 y 1939, se construye en hormigón la basílica de Nuestra Señora de la Trinidad, digna de las basílicas americanas.
Entre el 29 de enero y el 8 de febrero de 1939, llegaron en el departamento más de 3.100 refugiados españoles que huían de la caída de la Segunda República Española ante el franquismo. Dada la insuficiencia de las instalaciones de acogida (se utilizó sobre todo la yeguada de Selles-sur-Cher), se puso a trabajar a 47 pueblos, entre ellos Blois (se les alojó en Los Grouëts, a las afueras de la ciudad). Los refugiados, en su mayoría mujeres y niños, fueron sometidos a una estricta cuarentena, vacunados, el correo fue limitado y la alimentación, aunque poco variada y cocinada a la francesa, estaba sin embargo garantizada.

### Blois durante la Segunda Guerra Mundial
Al estrellar la Segunda Guerra Mundial, la ciudad vio por primera vez una multitud de refugiados que huían de los territorios invadidos desde el 10 de mayo de 1940 por la Alemania nazi, en el noroeste de Francia. Mujeres de la ciudad y niños menores de 13 años fueron llamados a evacuar a partir de la noche del 14 de junio (la orden municipal se había publicado a las 23:00 horas). A las 2 de la madrugada del 15 se dispararon los primeros proyectiles contra la orilla derecha: la estación fue blanco de los disparos, pero el cementerio y los edificios vecinos fueron los más afectados. El día 15 se produce el último paso de refugiados, la mayoría de Orleans, ya bajo el yugo nazi, a los que se unen numerosas familias de Blois. Los accesos occidentales al puente en Viena fueron alcanzados la mañana del 16, al igual que la casa del alcalde, Émile Laurens, que murió por la tarde. La estación de ferrocarril fue atacada de nuevo, a pesar de que un tren de refugiados se encontraba en el andén. El día 17 se reanudaron los bombardeos con la destrucción del ayuntamiento. Para frenar el avance de los nazis, que entraron en la ciudad esa misma noche, el 10o arco del puente Jacques-Gabriel fue destruido al día siguiente hacia el mediodía por iniciativa de los habitantes de Blois. El día 19, se producen intercambios de disparos entre las dos orillas y las fuerzas francesas, entonces en Viena, golpean varios monumentos, entre ellos la Prefectura, el Tribunal y la escalera Denis-Papin. Sin embargo, el día 20, dos días después de la conquista de la orilla derecha (y del llamamiento de De Gaulle), los soldados se vieron obligados a abandonar Blois-Viena y retirarse más al sur, hacia Montrichard (Romorantin ya había caído en manos de los nazis). El día 21, todos los hombres sanos de la ciudad son requisados de la kommandantur, situada entonces en el centro de la ciudad (3, rue Porte-Côté), para restablecer el estado de las carreteras de la ciudad. El día 22 se firma el armisticio, que pone al Estado francés a sueldo del III Reich y a Blois al norte de la línea de demarcación. Entre los soldados franceses hechos prisioneros, los nazis fusilaron a 6 soldados coloniales. Estos últimos fueron enterrados por los lugareños en el cementerio de Viena.
El bombardeo alemán para tomar la ciudad entre el 15 y el 18 de junio de 1940 causó numerosos daños. Además de los edificios ya mencionados, se solicitó la demolición de los hoteles de Amboise y Épernon para proteger el castillo del incendio que consumió toda la parte baja de la ciudad en torno a la plaza Luis XII.
Entre junio y agosto de 1944, los bombardeos angloamericanos causaron numerosas destrucciones, en particular el viaducto ferroviario de Noëls, en la línea Blois-Romorantin, el 11 de junio, y el puente Jacques-Gabriel, el día 27. Sin embargo, el frente alemán en Normandía no se rompió hasta la liberación de Rennes, el 5 de agosto, y de Le Mans, el 8 de agosto. Fue entonces cuando la Gestapo trasladó su kommandantur de Blois a Cellettes, más al sur. Su ausencia facilitó la fuga de 183 prisioneros de la prisión de Blois, gracias a la audacia del grupo del teniente Godineau, y luego la reunión de las distintas milicias de la Resistencia bajo el mando del coronel Valin de la Vaissière. El día 15, un convoy estadounidense intenta entrar en la ciudad a través del bosque de Blois, pero es rechazado por los alemanes; al no poder entrar en la ciudad de los Reyes, los aliados suben a Vendôme para liberar primero Orleans. Los cerca de 500 resistentes de Blois ya no tuvieron paciencia para esperar su liberación y pasaron a la ofensiva.
Los combates de la resistencia para recuperar la ciudad de manos de los alemanes también causaron daños. El 16 de agosto de 1944, el centro de la ciudad fue liberado, pero los últimos nazis destruyeron los tres arcos centrales del puente para proteger su retirada hacia la orilla izquierda. El intercambio de fuego entre las dos orillas fue incesante durante quince días. Blois-Viena fue liberada la mañana del 1 de septiembre de 1944.
Al final de la guerra, se organizaron nuevas elecciones municipales a escala nacional. Los habitantes de Blois eligieron alcalde al antiguo director de escuela Charles Ruche, una semana antes de las capitulaciones alemanas.
En total, 230 personas murieron en Blois y 1.522 edificios de la ciudad fueron destruidos o dañados durante la Segunda Guerra Mundial.

### Finales del sigloXX: Blois, reconstruida y ampliada
En la reconstrucción de Blois, se puede hablar de un estilo específico marcado por las características regionales, lo que no es el caso general en otras ciudades. Se fomenta una cierta variedad de construcciones en los barrios antiguos para una mejor integración.
Por ejemplo, el puente Jacques-Gabriel es el único ejemplo de reconstrucción de posguerra en el mismo estilo, y fue reabierto al tráfico en diciembre de 1948.
En 1959 se inició la construcción de una gran urbanización conocida como ZUP (para Zona a Urbanizar en Prioridad). En la actualidad, la ZUP de los barrios del norte es objeto de un proyecto de renovación urbana que incluye destrucción, rehabilitación, urbanización y construcción.

### Principios del sigloXXI: Blois de hoy
En 2007 se completó la peatonalización del centro de la ciudad y la pavimentación de algunas calles. Desde entonces, el alcalde actual lleva a cabo un proyecto de renovación y reactivación del centro de la ciudad, cuya primera fase, a mediados de los años 2010, consistió en la construcción de una pasarela peatonal sobre las vías del tren en la estación, y la reurbanización de la zona alrededor del puente Jacques-Gabriel, desde la calle Denis Papin hasta la avenida del Presidente Wilson. A continuación, en la década de 2020, la reconstrucción completa del barrio de la estación, la urbanización de la plaza Victor Hugo en torno a la iglesia San Vincente y la remodelación de la "rue du Bourg Neuf", creando así un vínculo entre el centro histórico y la plaza de la República, en la que hay numerosas infraestructuras como el cine Les Lobis, la Halle aux Grains, y donde se celebran eventos culturales (las Rendez-vous de l'histoire, la feria del vino...).

## Patrimonio

### Monumentos y lugares de interés
Blois es una de las Ciudades de arte e historia etiquetadas por el Ministerio francés de Cultura.

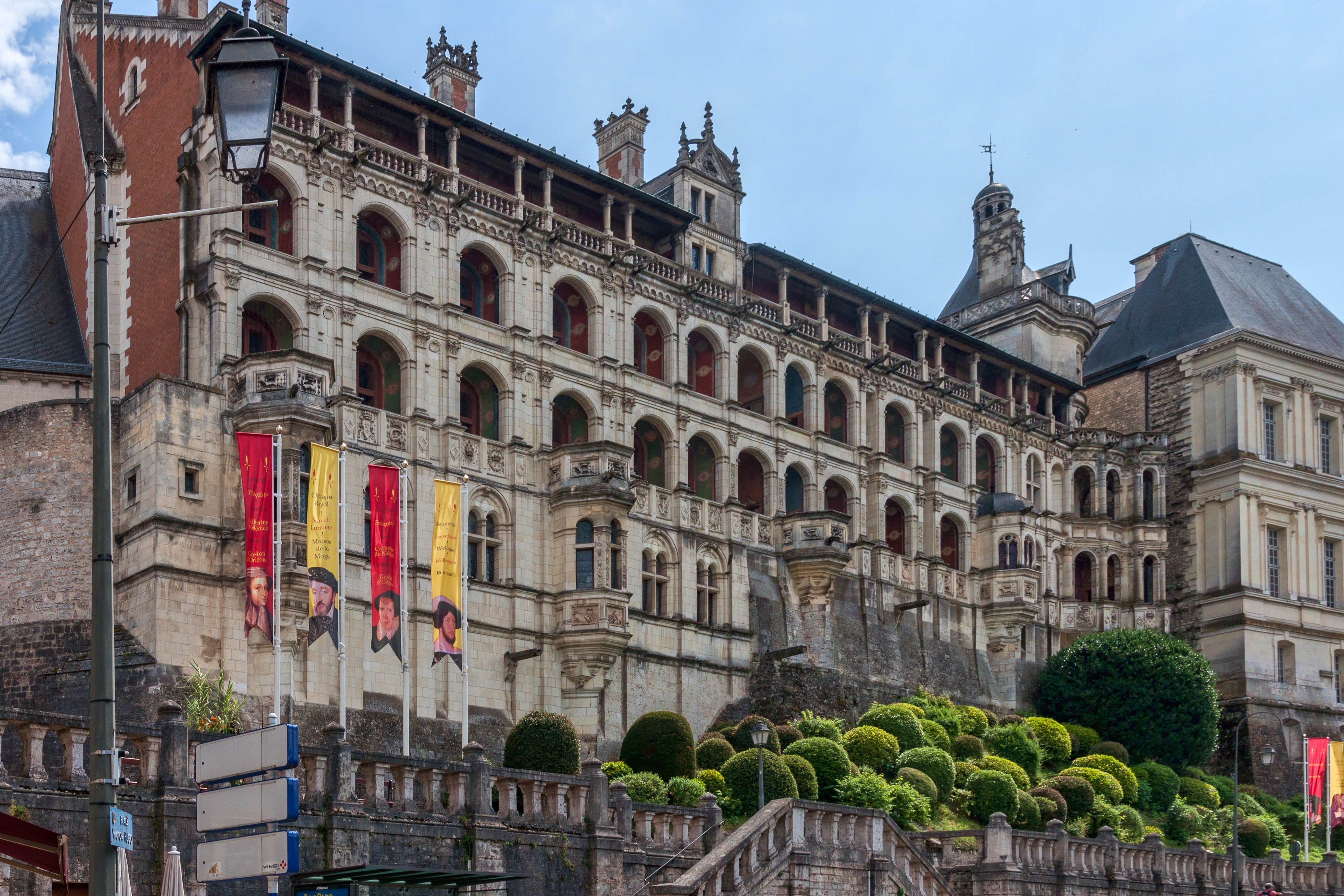
La fachada de las Logias (castillo de Blois, ala Francisco I), vista desde el parque Víctor Hugo.
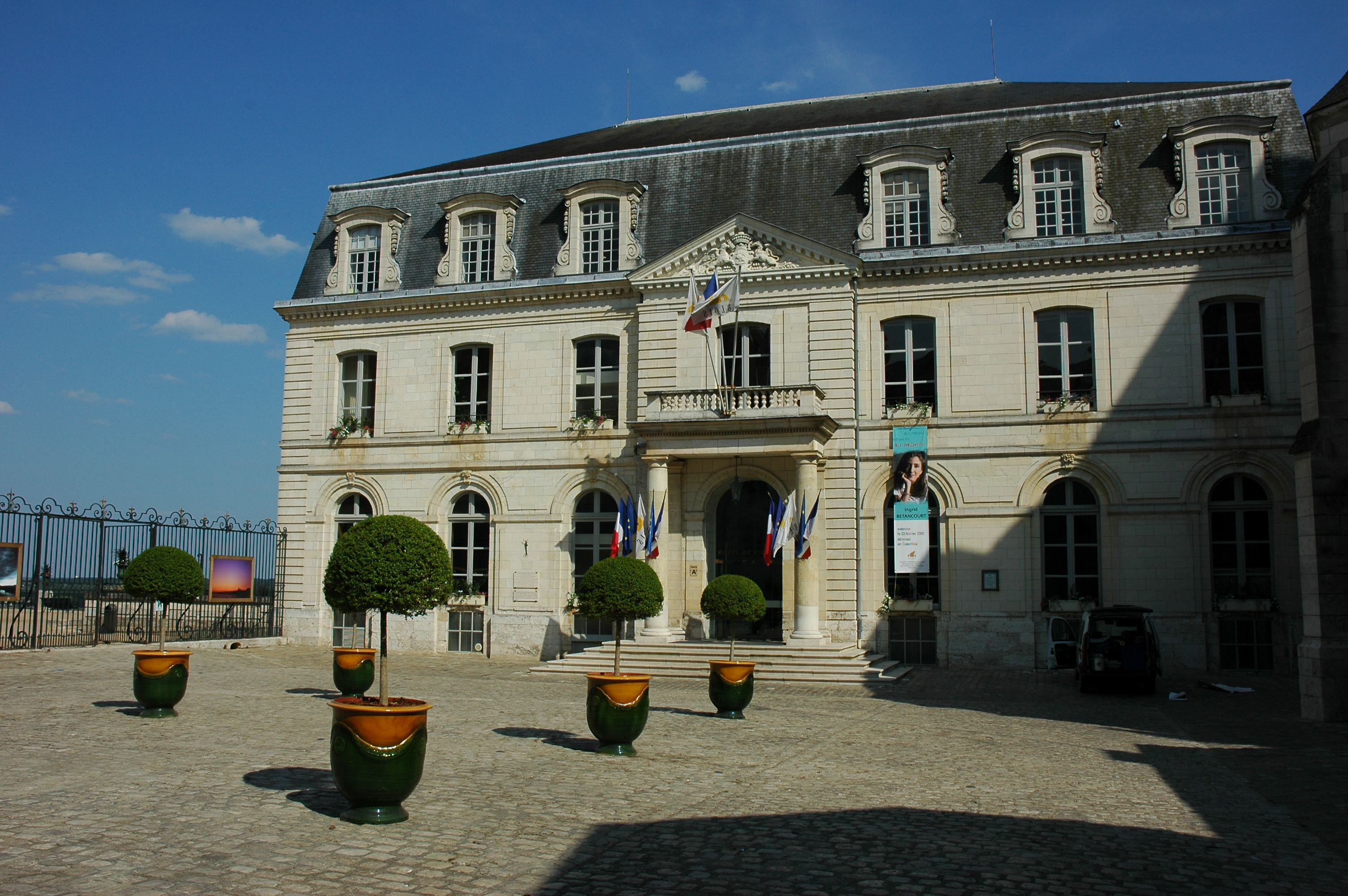
El ayuntamiento.
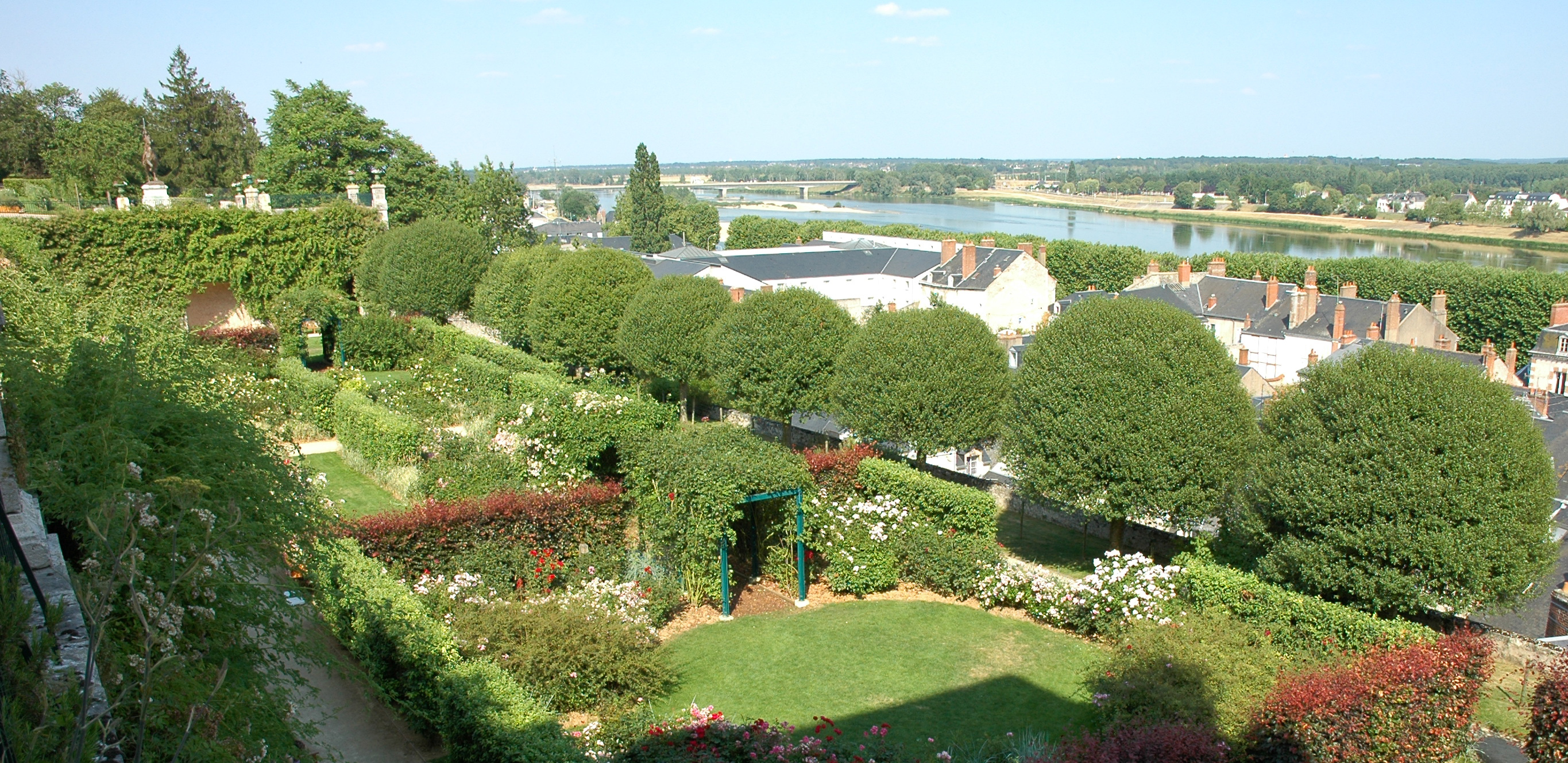
La rosaleda de las Terrazas del Obispado.
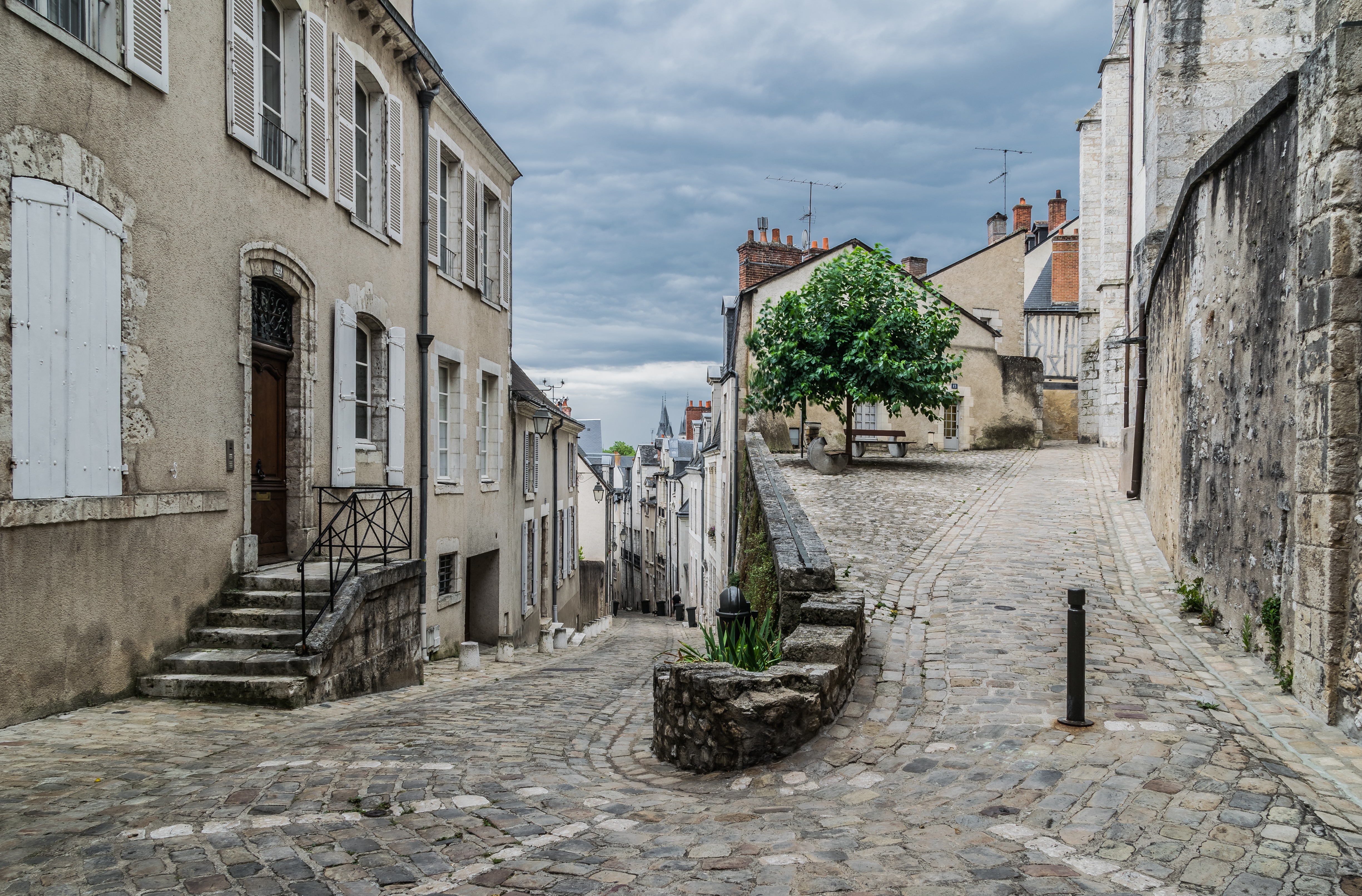
Las calles "rue des Papegaults" y "Pourtour Saint-Louis".
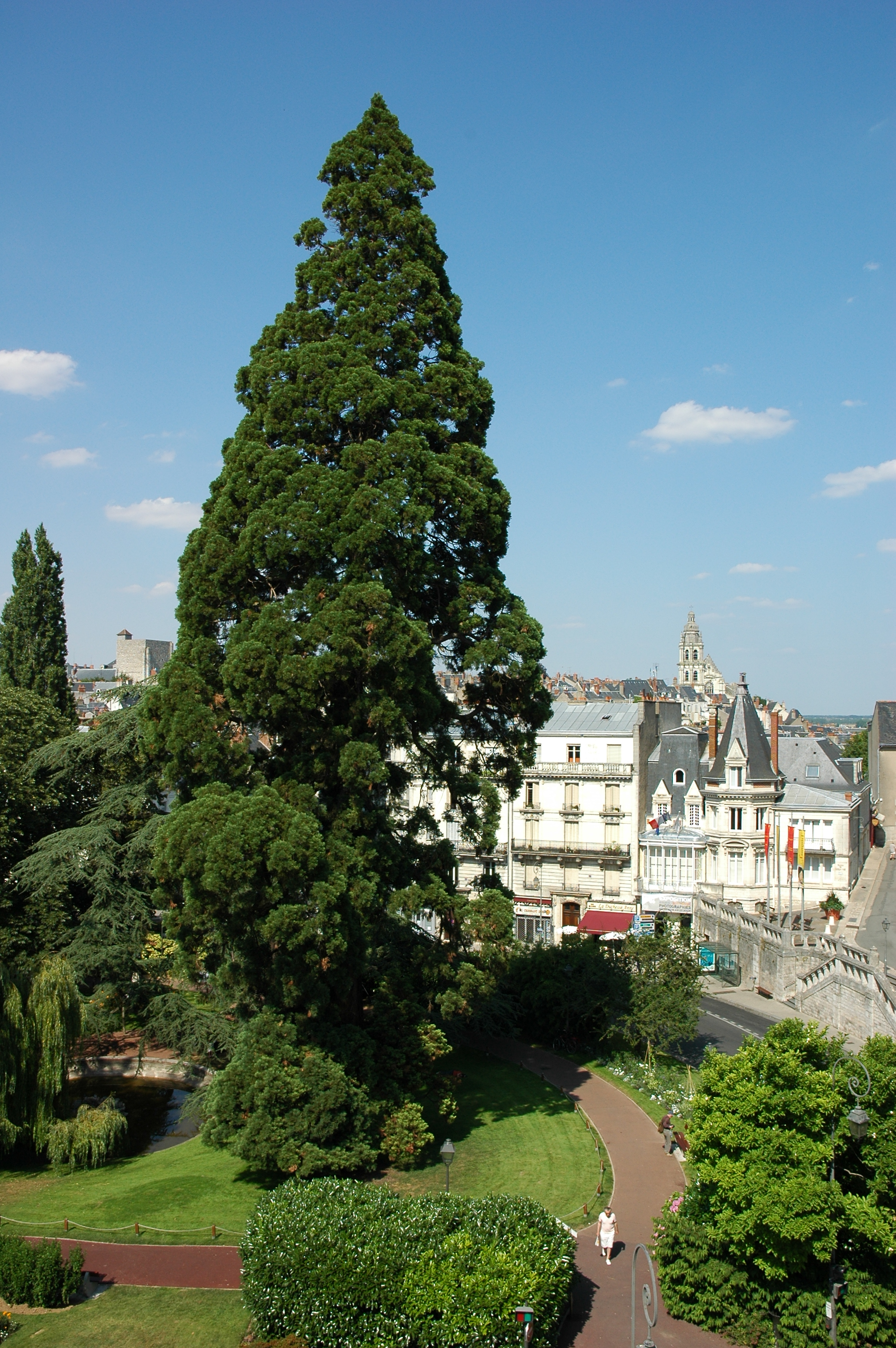
Parque Víctor Hugo.
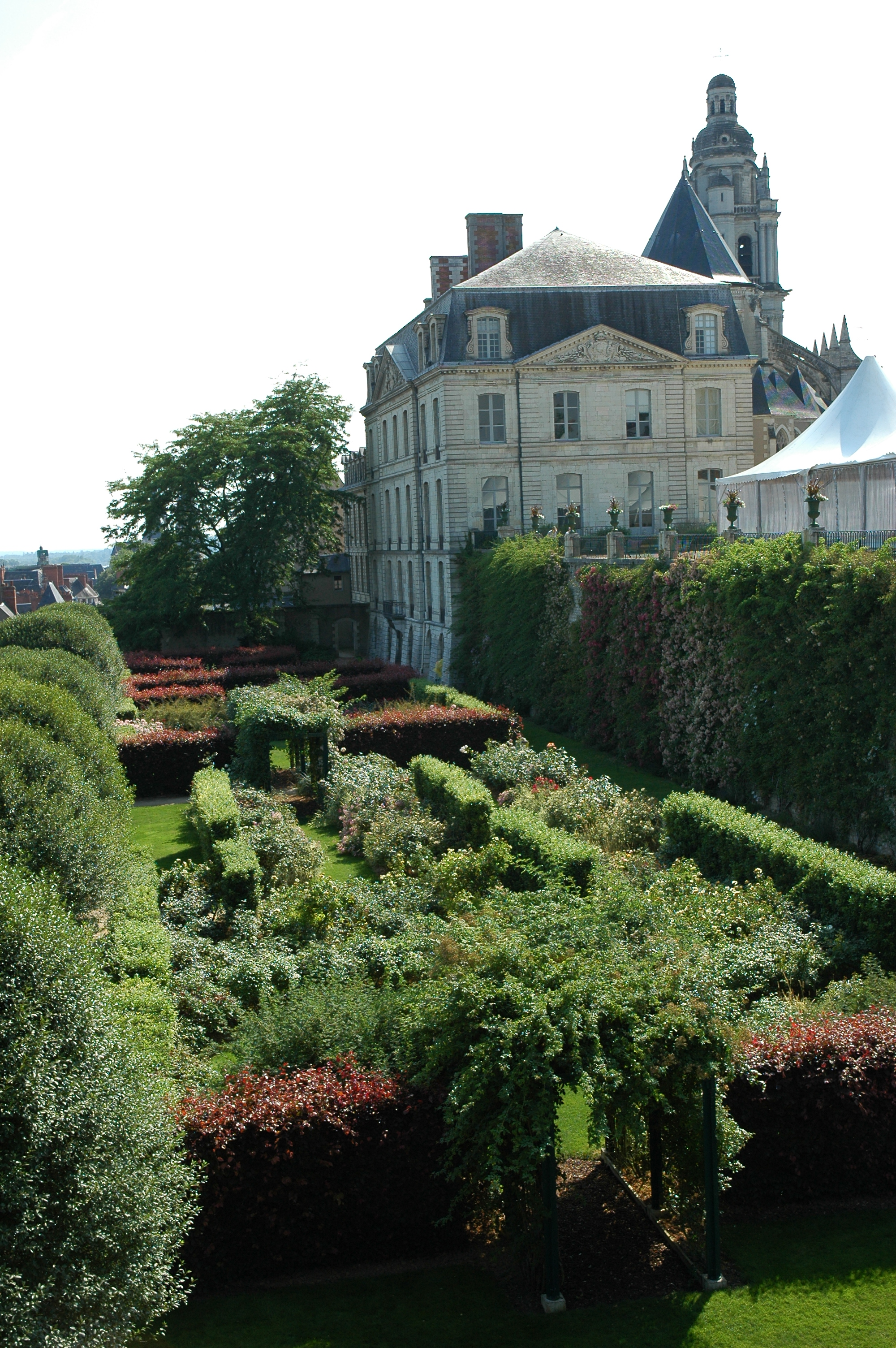
Las Terrazas del Obispado, el ayuntamiento y la catedral.
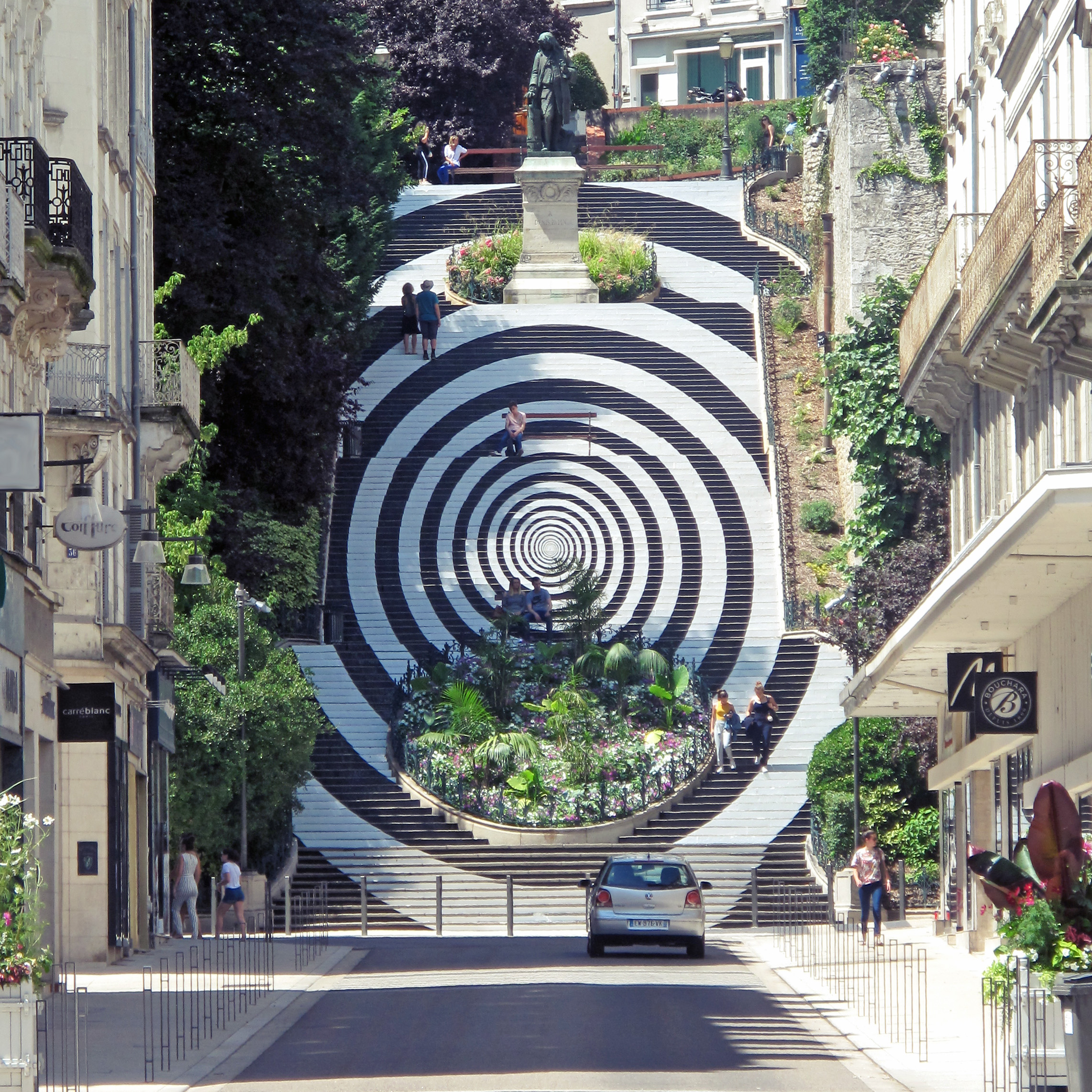
La escalera Denis-Papin decorada en 2018.
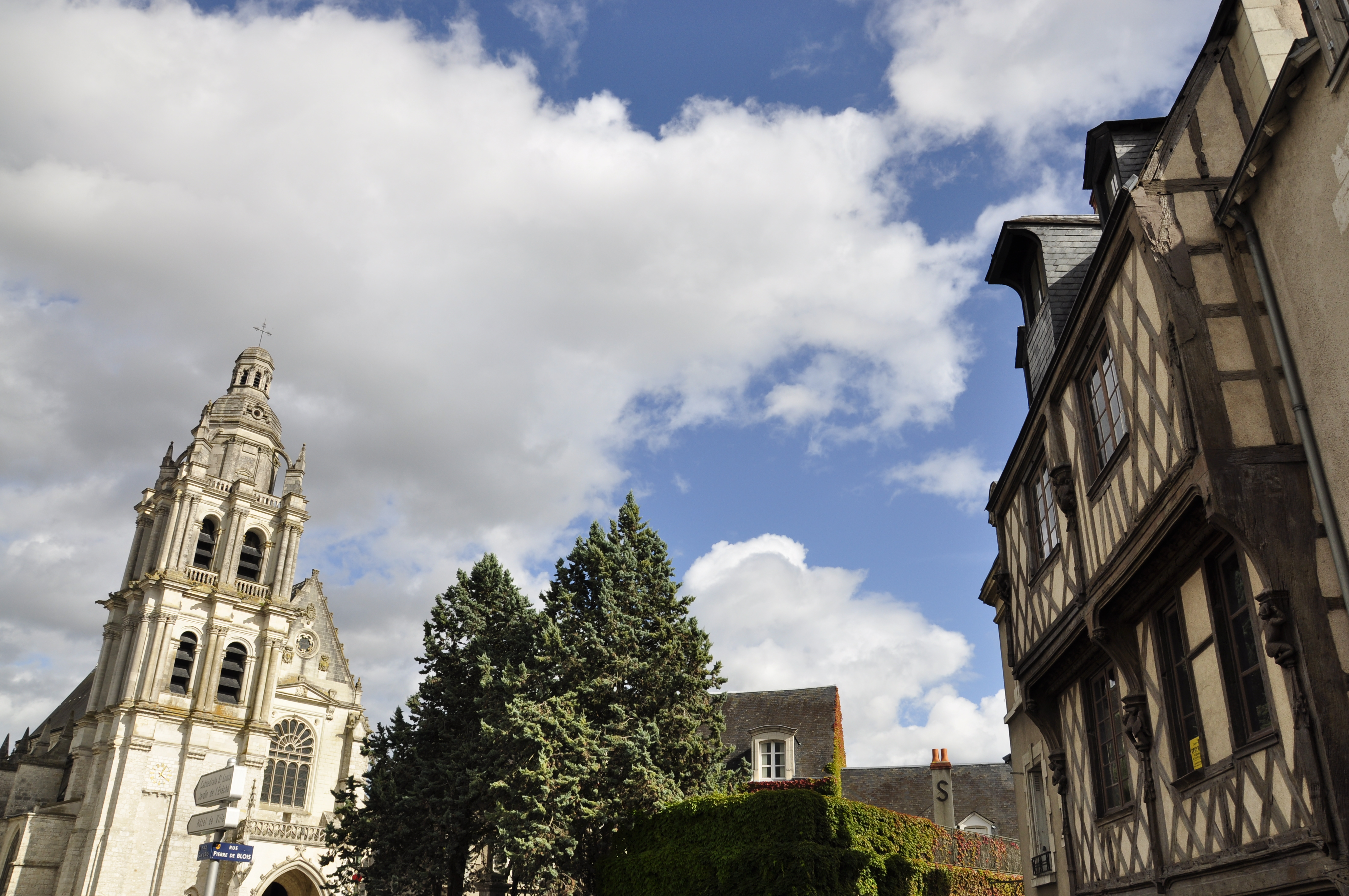
La catedral de San Luis y la Casa del Acróbata.
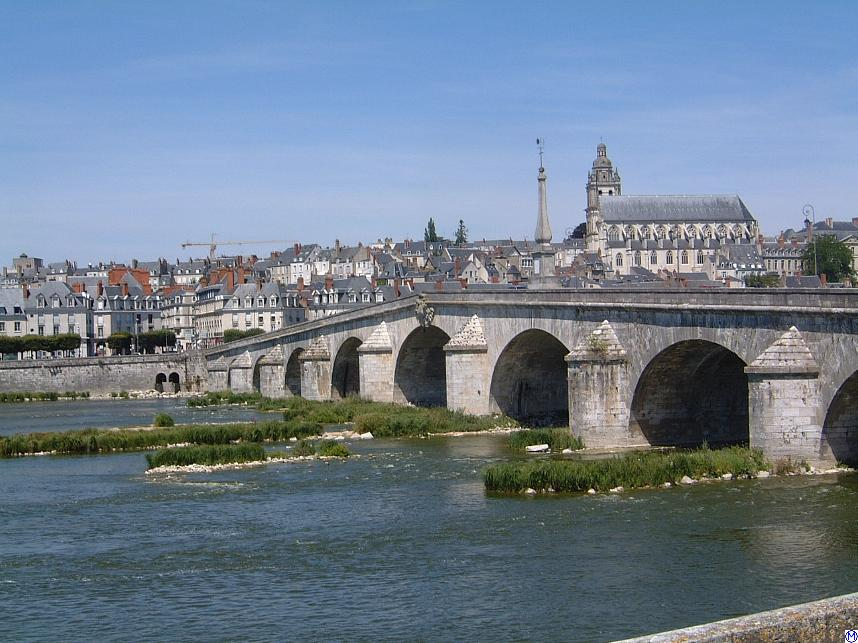
La orilla derecha del río Loira vista desde el barrio Viena.

#### Castillo de Blois
El castillo de Blois, de estilo renacentista de varios épocas que ocupó los reyes Luis XII y Francisco I, está situado en el centro de la ciudad. También fue la residencia de muchos condes de Blois, que se contaban entre los vasallos más cercanos al rey de Francia entre los siglos IX y XIV. Alrededor del castillo se encuentran numerosos jardines, como:
- la Terraza del San Salvador (en francés: "Parterre Saint-Sauveur");
- el Jardín de las Lizas ("Jardin des Lices");
- el Bastión del Rey ("Bastion du Roy"), y;
- la plaza Víctor Hugo ("Square Victor Hugo").

#### Casa de la Magia
Justo enfrente del castillo, la Casa de Magia de Robert-Houdin ("Maison de la Magie") es un museo dedicado al ilusionismo, particularmente famoso por sus dragones que salen por las ventanas del edificio. Se trata del único museo público de Europa que reúne en un mismo lugar colecciones de magia y un lugar para las artes escénicas permanentes, y refleja directamente la personalidad del que hace tiempo vivió allí, el mago Jean-Eugène Robert-Houdin.

#### Antigua fábrica de chocolate Poulain
A finales del siglo XIX, el industrial y chocolatero blesiano Victor-Auguste Poulain estableció la fábrica de su marca junto a la estación de Blois. Las instalaciones se trasladaron en los años ochenta. Hoy son viviendas y albergan el Instituto Nacional de Ciencias Aplicadas (INSA).

#### Plaza y fuente de Luis XII
Inaugurada a principios del siglo XIX, la plaza de Luis XII ("place Louis XII") se encuentra justo debajo del castillo, más cerca del río Loira, y en realidad está situada en el centro de la ciudad de Blois. Hay tiendas y restaurantes locales, y una fuente del siglo XVI se alza bajo los sicomoros plantados en el lugar. Conocida como Fuente de Luis XII ("Fontaine Louis XII"), se trata de una de las mayores y más antiguas tomas de agua de toda la ciudad, pero dista mucho de ser la única. Entre las demás fuentes, se encuentran:
- la fuente de San Martín ("Fontaine Saint-Martin"), bajo la escalinata entre el castillo y la plaza de Luis XII;
- la fuente de San Nicolás ("Fontaine Saint-Nicolas"), dentro de la iglesia de San Nicolás;
- la fuente de los Electos ("Fontaine des Élus"), en "rue Foulerie";
- la fuente del Ave María ("Fontaine Ave Maria"), en plaza del Ave María;
- la fuente del Ayuntamiento ("Fontaine de l'Hôtel de Ville"), bajo la escalera Denis-Papin (recuerda el antiguo Ayuntamiento que fue destruido durante la Segunda Guerra Mundial);
- la fuente de Santiago ("Fontaine Saint-Jacques"), en "rue Denis Papin";
- la fuente del prefecto Corbigny ("Fontaine de Corbigny"), en plaza Víctor Hugo ;
- la fuente de los Simples ("Fontaine des Simples"), en el Jardín de las Lizas, en recuerdo de una fuente monumental de estilo versallesco perdida tras los bombardeos de la Segunda Guerra Mundial.

#### Escalera Denis-Papin
Como Blois está construida sobre un par de colinas escarpadas, por la ciudad discurren caminos sinuosos y empinados que culminan en largas escaleras en varios puntos. La más emblemática de ellas es la monumental escalera Denis-Papin, que domina la ciudad, ofrece una vista panorámica dominando el centro y el valle del Loira, y anima regularmente el espacio urbano con decoraciones originales. La fuente situada junto a la escalera recuerda la existencia del primer ayuntamiento, destruido tras el bombardeo del 18 de junio de 1940.

#### Hôtels Particuliers y Casas de entramado de madera
Desde que el conde y duque Luis II de Valois se convirtió en el rey Luis XII de Francia en 1498, la ciudad comenzó a acoger a numerosos nobles de todo el Reino e Italia. Todos construían su propia mansión lo más cerca posible del castillo. El rey Luis XII también importó el estilo renacentista de Italia debido a sus exitosas campañas militares allí. Entre estos llamados "hôtels particuliers" (u hoteles particulares), se encuentran:
- el Hôtel d'Alluye;
- el Hôtel d'Amboise;
- el Hôtel de Belot;
- el Hôtel de la Capitainerie (también conocido como Hôtel de Bretagne);
- el Hôtel de la Chancellerie (es decir: Hotel de la Cancillería);
- el Hôtel Denis-Dupont;
- el Hôtel d'Épernon;
- el Hôtel de Guise;
- el Hôtel de Jassaud;
- el Hôtel de Lavallière, construido para Luisa de La Vallière;
- el Hôtel de Rochefort;
- el Hôtel Sardini;
- el Hôtel Viart;
- el Hôtel de Villebresme, en el que vivió Denis Papin;
- el castillo del Vizcondado, en la aldea de Los Grouets.

Además, muchos ciudadanos construyeron edificios de entramado de madera por toda la ciudad, entre ellos:
- el Logis du Loup;
- la Casa del Acróbata (Maison des Acrobates).

Todos estos edificios han sido declarados monumentos históricos.

#### Ayuntamientos y Terrazas del Obispado
Blois se independizó de la diócesis de Chartres en 1697, y la catedral se terminó en el 1700. Como consecuencia, los primeros obispos diseñaron amplios jardines en varios niveles, junto a los locales. Desde la destrucción del antiguo ayuntamiento de Blois (entonces ubicado a orilla del río) durante la Segunda Guerra Mundial, las autoridades locales requisaron las dependencias episcopales para establecer allí el nuevo ayuntamiento. Organizados ahora como parque urbano, estos jardines ofrecen una vista panorámica sobre el centro de la ciudad, el río Loira y Blois-Viena. En el centro del parque se alza una estatua de Juana de Arco, regalada a la ciudad por el mecenas estadounidense J. Sanford Saltus. Las Terrazas del Obispado ("Jardins de l’Évêché") están abiertas al público todo el año, y una notable rosaleda puede visitarse del 15 de mayo al 30 de septiembre de cada año.

#### Blois-Viena y el río Loira
Blois-Viena (o simplemente Viena) es el nombre que recibe la parte sur de la ciudad, en la orilla izquierda del río Loira. Independiente de la ciudad hasta 1606, conserva numerosas huellas del pasado fluvial. El principal nexo de unión entre ambas orillas es el puente Jacques-Gabriel, construido a principios del siglo XVIII. Desde los diques que rodean los alrededores hasta otros puentes abandonados, Viena también ha conservado un puerto, llamado La Creusille, que ahora es un parque urbano justo en la ruta ciclista europea, la Ruta de los ríos. Más allá de los diques, se está rehabilitando el parque de La Bouillie, que en la actualidad es un aliviadero en caso de inundaciones. Más al sur de la ciudad, el bosque de Russy es un recuerdo de los espesos bosques que antaño cubrían la zona.

### Monumentos religiosos

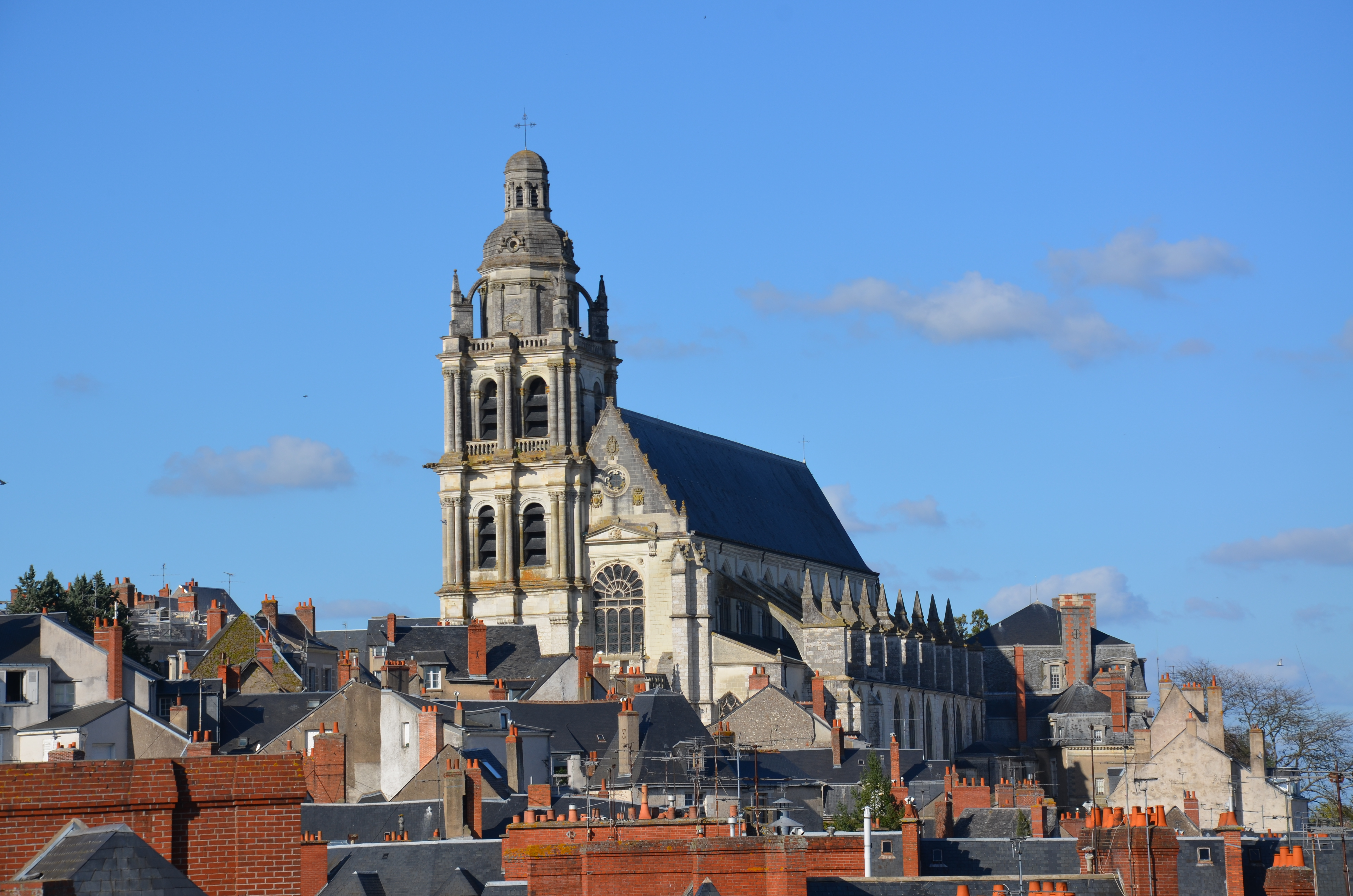
La catedral de San Luis vista desde el peñón del castillo.
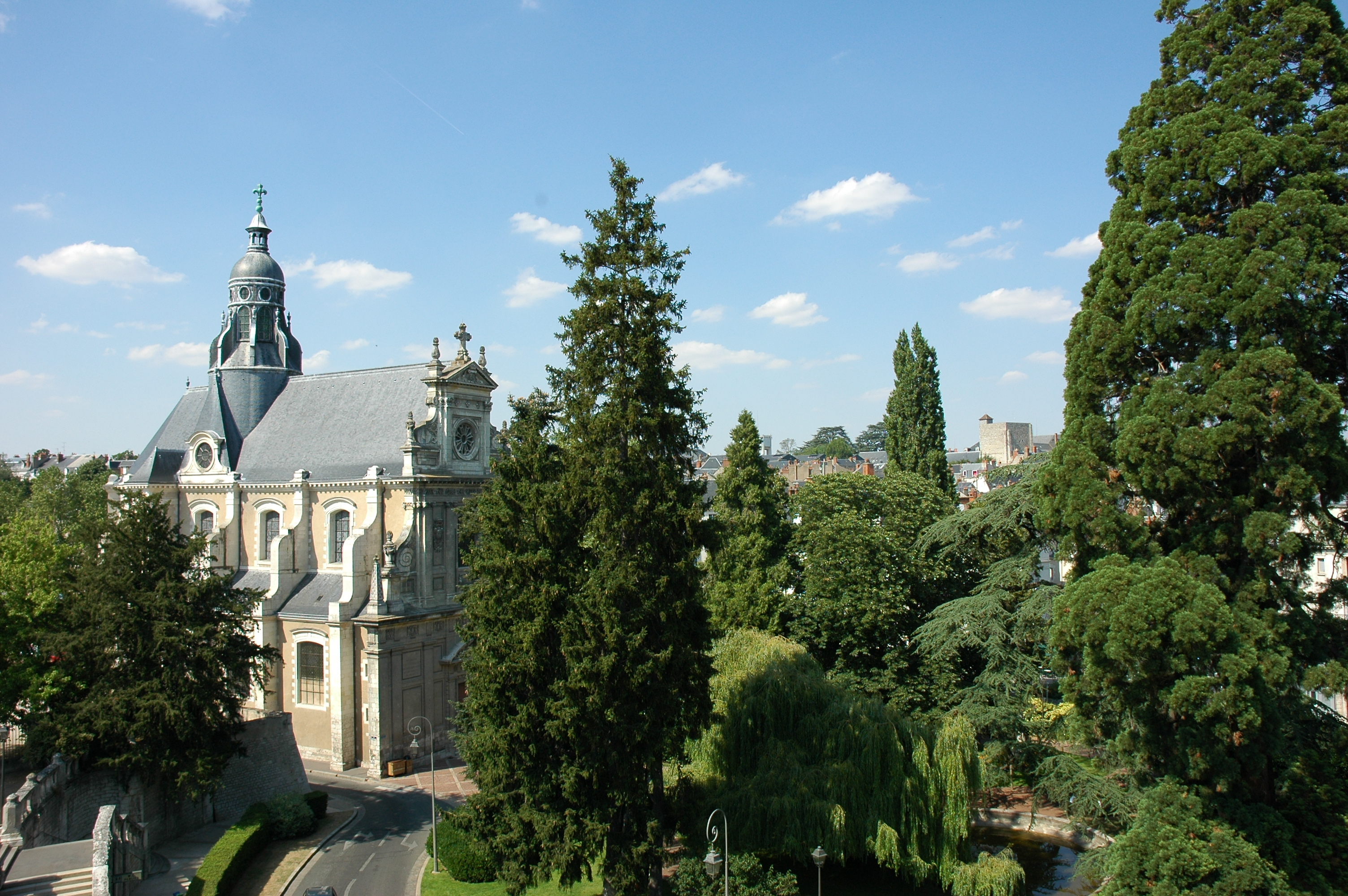
La iglesia de San Vicente de Paúl, al lado del castillo.
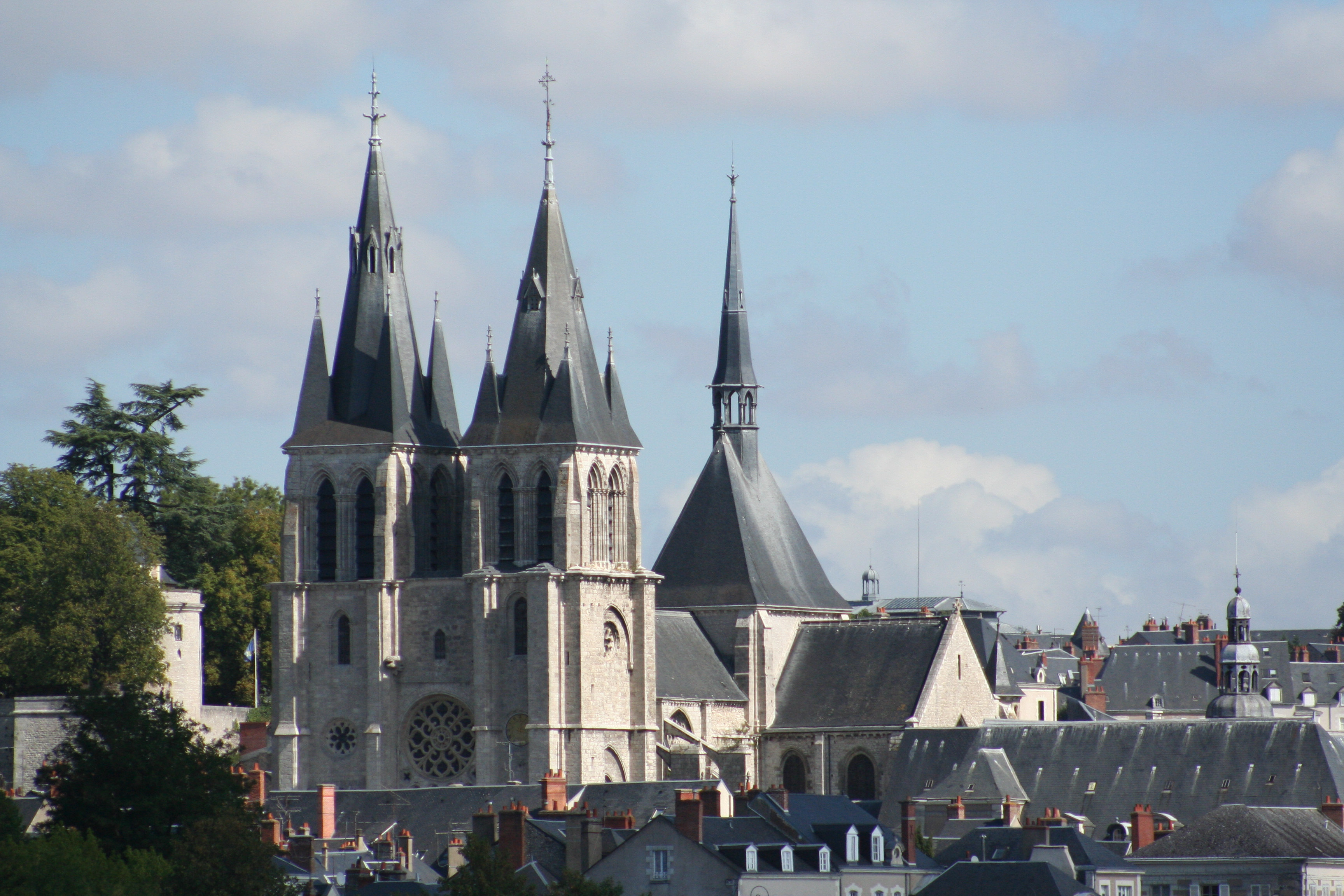
La iglesia de San Nicolás.
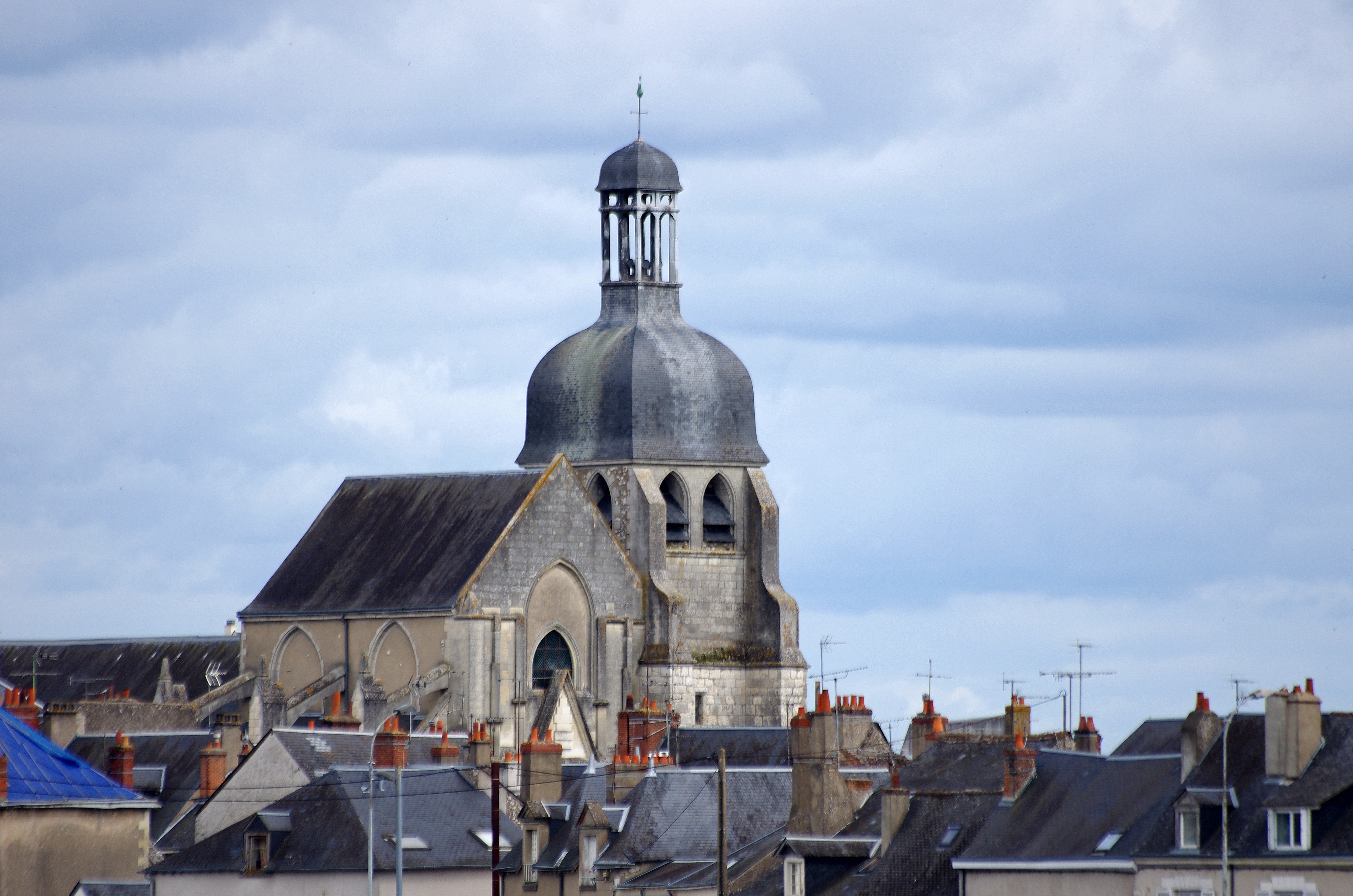
La iglesia de San Saturnino en el barrio Viena.
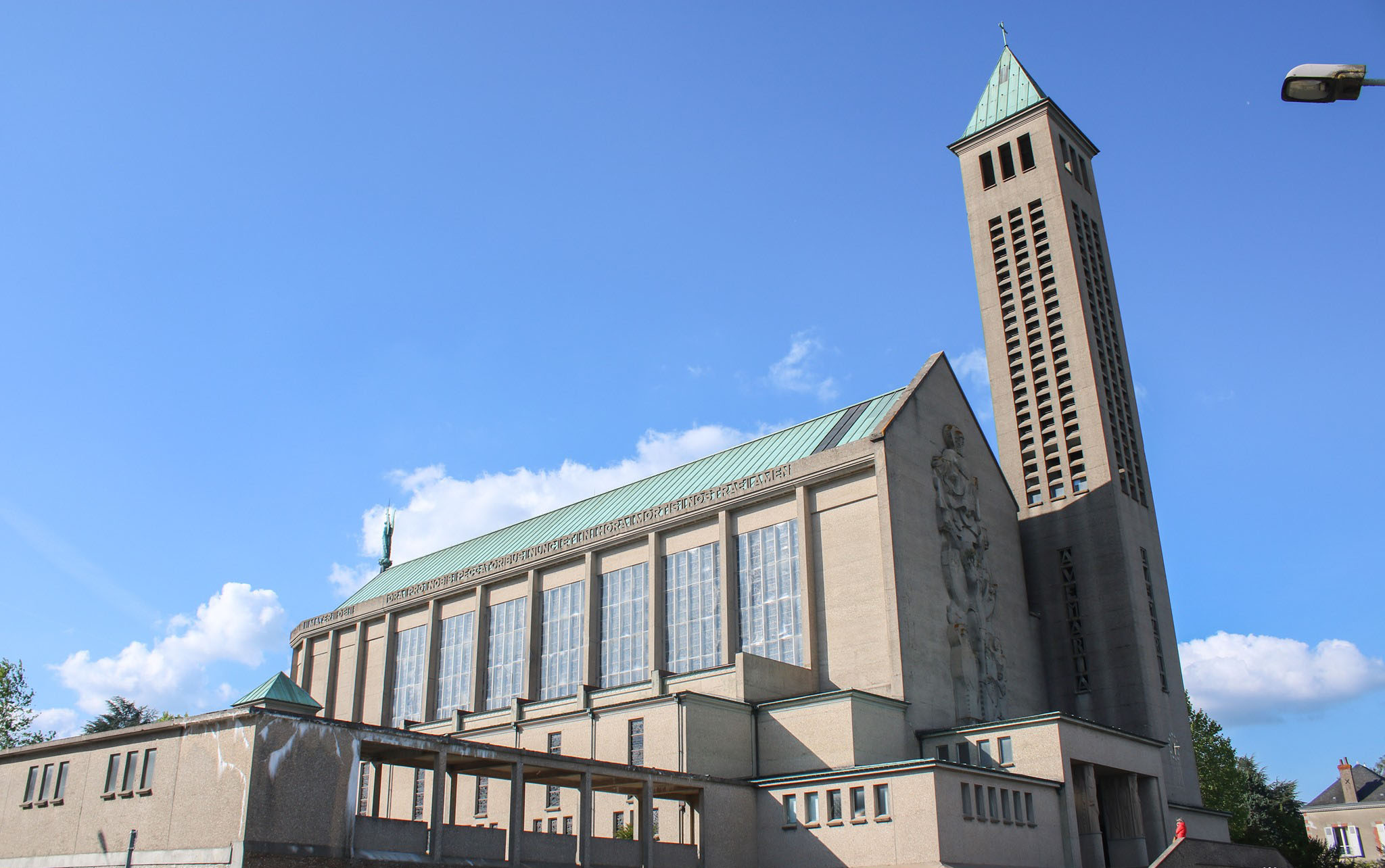
La basílica de Nuestra Señora de la Trinidad.

#### Antiguo Hôtel-Dieu
Ya en 924, los monjes de la comunidad de San Lomer recibieron algunas hectáreas bajo el castillo medieval, pero fuera de las murallas de la ciudad, a orillas del río Loira. En el siglo XIII, se construyó una iglesia propiamente dicha, luego fortificada a causa de la Guerra de los Cien Años. La abadía de San Lomer fue parcialmente destruida durante las Guerras de Religión francesas. El edificio se reconstruyó hasta principios del siglo XVIII. Cuando estalló la Revolución Francesa en 1789, la iglesia se convirtió en un Hôtel-Dieu, es decir, un hospital de caridad para los pobres, ya que los revolucionarios destruyeron muchos monumentos relacionados con el clero y la realeza. Después, se añadieron nuevos edificios a la abadía original de San Lomer, que se convirtió en la iglesia de San Nicolás, y los edificios adicionales siguieron dedicados al Hôtel-Dieu de la ciudad. No obstante, esta parte fue abandonada progresivamente y recuperada por algunos servicios públicos. Actualmente se está estudiando un proyecto de reconversión.

### Museos
- Museo arqueológico,
- Museo de la Bellas Artes (adentro del castillo),
- Fundación de la Duda (en francés: "Fondation du Doute"),
- Casa de Magia de Robert-Houdin ("Maison de la Magie", frente al castillo),
- Centro de Resistencia, Deportación y Memoria (en francés: "Centre de la Résistance, de la Déportation et de la Mémoire"),
- Museo de Historia Natural ("Museum d'histoire naturelle", 2a planta del antiguo convento de Jacobinos),
- Museo Diocesano de Arte Sacro ("Musée diocésain d’art religieux de Blois", 1a planta del antiguo convento de Jacobinos),
- Casa de los Cómics ("Maison de la BD"),
- Astrespace.

## Economía actual
Las bases actuales de la economía de la ciudad de Blois se sustentan en la industria del automóvil y farmacéutica.

## Demografía
| 13 280 | 14 900 | 13 054 | 15 147 | 13 138 | 13 628 | 16 156 | 17 149 | 17 749 | 17 749 | 20 331 | 20 068 | 19 860 | 20 515 | 21 077 | 22 150 | 23 457 | 23 542 | 23 789 | 23 972 | 23 955 | 23 989 | 23 991 | 24 607 | 26 025 | 26 774 | 28 190 | 33 838 | 42 264 | 49 778 | 47 243 | 49 318 | 49,171 | 42,854 | 45,721 | 56,773 |
| Para los censos de 1962 a 1999 la población legal corresponde a la población sin duplicidades (Fuente: INSEE [Consultar]) |        |        |        |        |        |        |        |        |        |        |        |        |        |        |        |        |        |        |        |        |        |        |        |        |        |        |        |        |        |        |        |        |        |        |        |

## Administración
Blois es la capital del departamento de Loir y Cher, del distrito de Blois y de los cinco cantones de Blois.

## Hermanamientos
Blois está hermanada con diferentes ciudades:
- Waldshut-Tiengen (Alemania), desde el 30 de junio de 1963
- Lewes (Inglaterra), desde el 30 de junio de 1963
- Weimar (Alemania), desde el 18 de febrero de 1995
- Sighisoara (Rumanía), desde el 18 de noviembre de 1995
- Urbino (Italia), desde el 1 de mayo de 2003.
- Hué (Vietnam), desde el 23 de mayo de 2007.
- Cáceres (España)